# مغبب (طائر)
المغبب (الاسم العلمي: Anthochaera) (بالإنجليزية: Wattlebird)‏ هو جنس من الطيور يتبع فصيلة آكلات العسل من رتبة العصفوريات.

## أنواع طائر المغبب

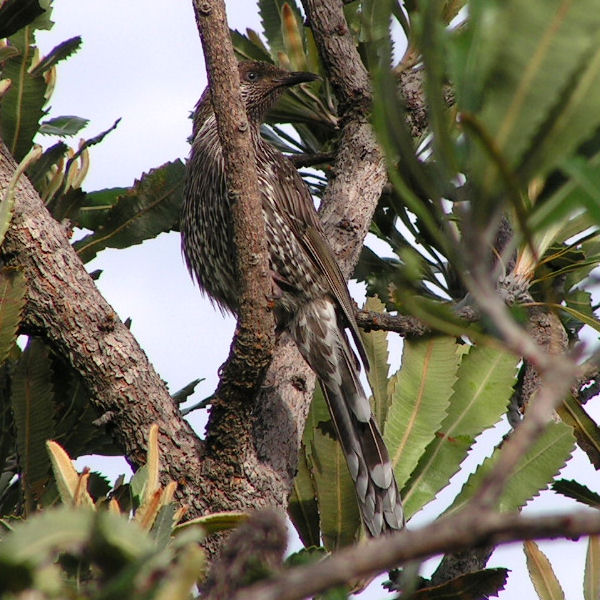
مغبب غربي
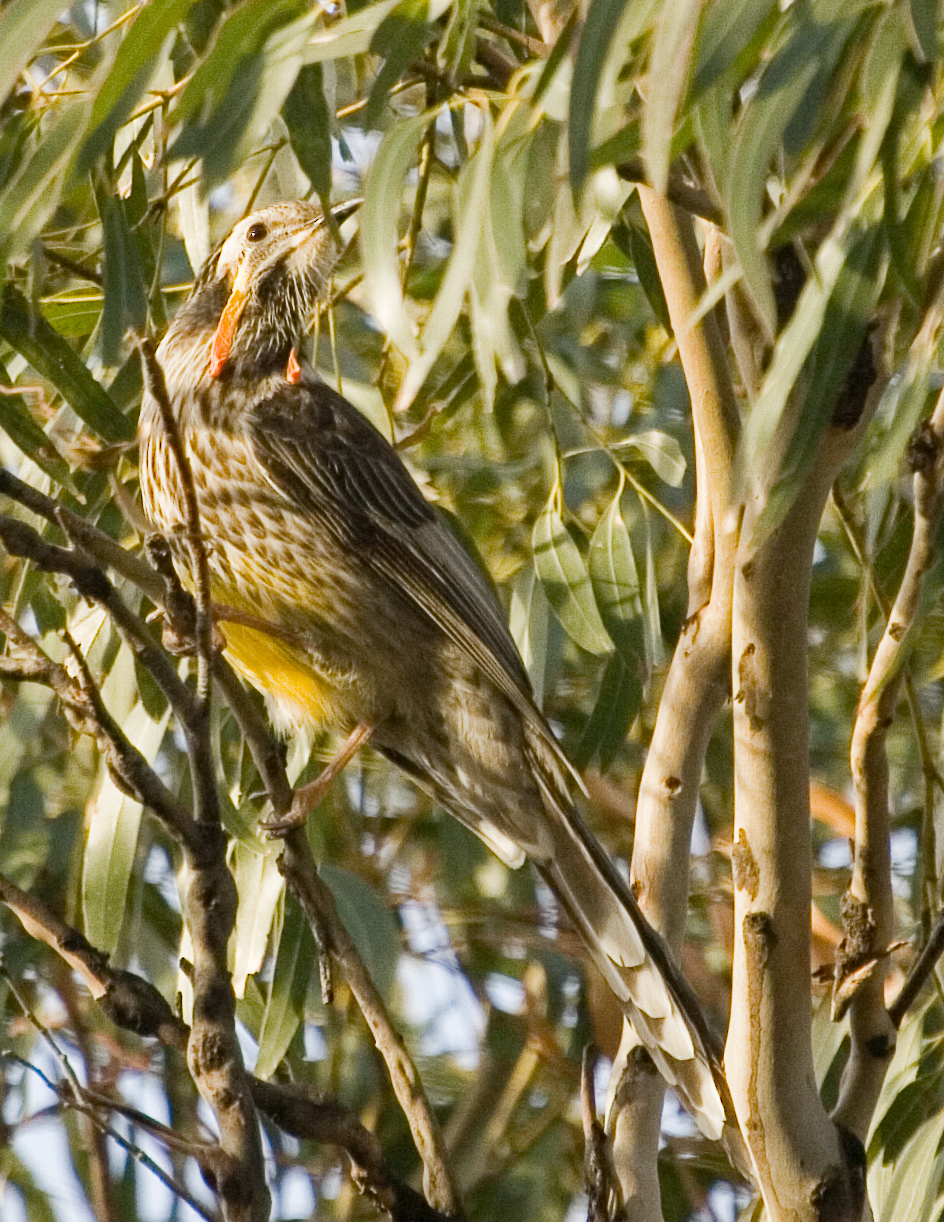
مغبب صغير
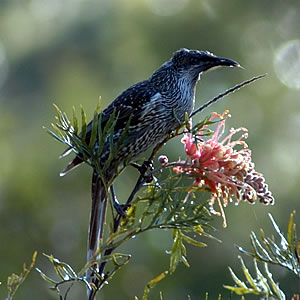
مغبب أحمر
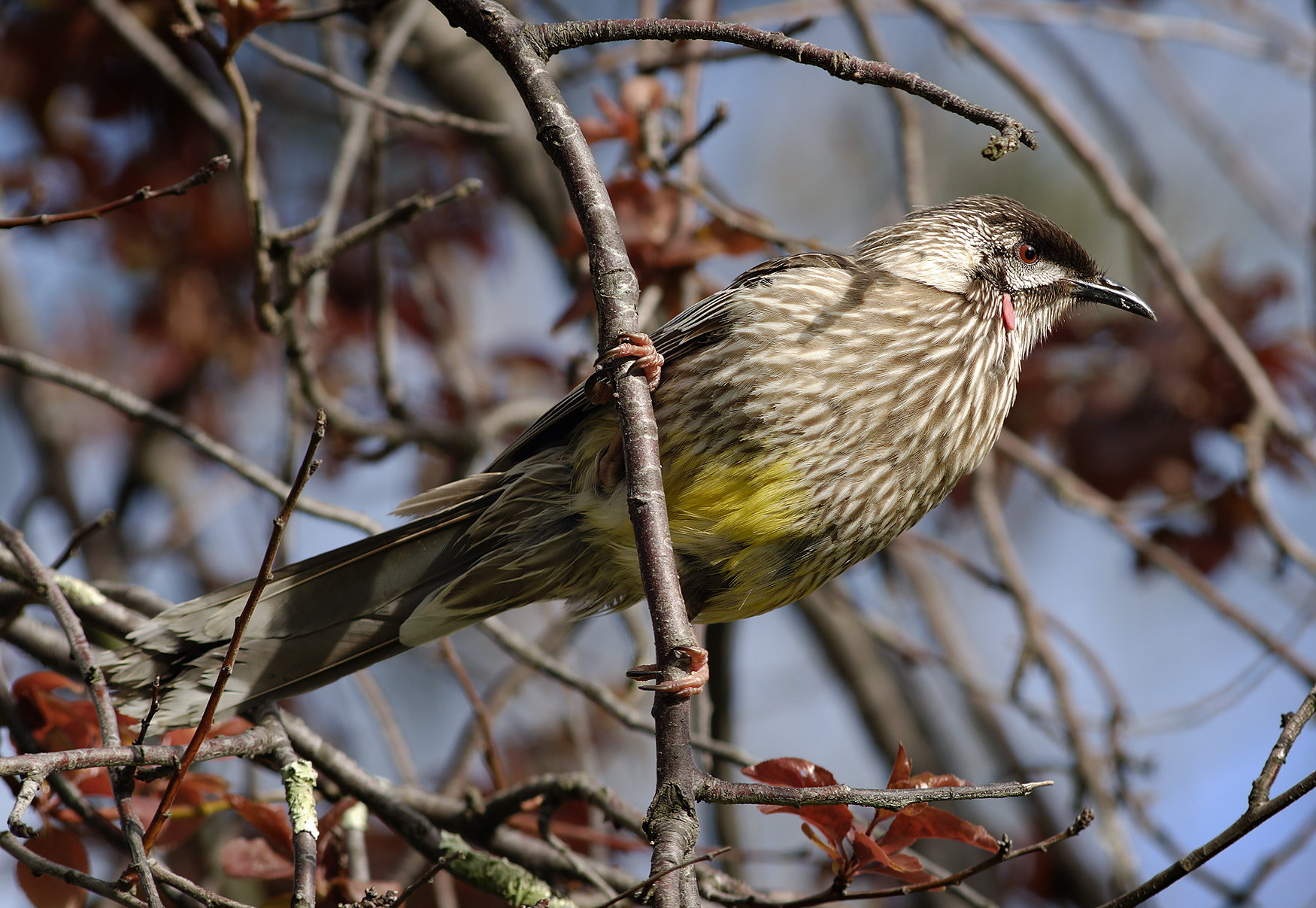
مغبب أصفر

- مغبب غربي
- مغبب أصفر
- مغبب صغير
- مغبب أحمر